# Ekstracelularnim signalom regulisana kinaza
U molekularnoj biologiji, ekstracelularnim signalom regulisane kinaze (ERK) ili klasične MAP kinaze su široko izražene proteinske kinaze. Ovi molekuli intraćelijske signalizacije učestvuju u nizu funkcija, koje obuhvataju regulaciju mejoze, mitoze, i postmitotičke funkcije u difereciranim ćelijama. Veliki broj različitih stimulusa, kao što su faktori rasta, citokini, virusne infekcije, ligandi heterotrimernih G protein-spregnutih receptora, transformacini agensi, i karcinogeni, aktiviraju ERK put.
Termin, „ekstracelularnim signalom regulisane kinaze", se ponekad koristi kao sinonim za mitogenom-aktivirane proteinske kinaze (MAPK), ali je u skorije vreme bio usvojen za specifičniji podskup sisarske MAPK familije. U MAPK/ERK putu, Ras aktivira c-Raf, čemu sledi mitogenom-aktivirana proteinska kinaza kinaza (što se skraćuje kao MKK, MEK, ili MAP2K) i nakon toga MAPK1/2. Ras je tipično aktivirana hormonima rasta kroz receptore tirozinske kinaze i GRB2/SOS, ali može da primi i druge signale. Za ERK proteine je poznato da aktiviraju mnoge transkripcione faktore, kao što su ELK1, i neke proteinske kinaze. Prekid ERK puta je čest kod raka.

## Literatura
- Nicholas C. Price; Lewis Stevens (1999). Fundamentals of Enzymology: The Cell and Molecular Biology of Catalytic Proteins (Third изд.). USA: Oxford University Press. ISBN 019850229X.
- Eric J. Toone (2006). Advances in Enzymology and Related Areas of Molecular Biology, Protein Evolution (Volume 75 изд.). Wiley-Interscience. ISBN 0471205036.
- Branden C; Tooze J. Introduction to Protein Structure. New York, NY: Garland Publishing. ISBN 0-8153-2305-0.
- Irwin H. Segel. Enzyme Kinetics: Behavior and Analysis of Rapid Equilibrium and Steady-State Enzyme Systems (Book 44 изд.). Wiley Classics Library. ISBN 0471303097.
- William P. Jencks (1987). Catalysis in Chemistry and Enzymology. Dover Publications. ISBN 0486654605.

## Spoljašnje veze
- Ekstracelularnim signalom regulisane kinaze
- Extracellular+Signal-Regulated+MAP+Kinases на 
- MAPK1
- MAPK3